# 沥林镇
沥林镇，是中华人民共和国广东省惠州市惠城区下辖的一个乡镇级行政单位。

## 行政区划
沥林镇下辖以下地区：
新镇社区、企岭村、迭石龙村、君子营村、泮沥村、埔仔村、埔心村、沥林村、罗村、英光村和山陂村。